# Ardisia thyrsiflora
Ardisia thyrsiflora D.Don – gatunek roślin z rodziny pierwiosnkowatych (Primulaceae). Występuje naturalnie w Indiach (między innymi w stanach Asam i Arunachal Pradesh), Nepalu, Mjanmie, Wietnamie i Chinach (w prowincjach Kuangsi, Kuejczou, Hajnan, Syczuan i Junnan oraz w Tybecie). 

## Morfologia
PokrójZimozielone drzewo lub krzew. Dorastający do 1,5–9 m wysokości.
LiścieBlaszka liściowa ma eliptyczny lub lancetowaty kształt. Mierzy 12–20 cm długości oraz 2–4,5 cm szerokości, jest całobrzega, ma zbiegającą po ogonku lub klinową nasadę i spiczasty wierzchołek. Ogonek liściowy jest nagi i ma 10 mm długości.
KwiatyZebrane w baldachogronach o długości 10–20 cm, wyrastających z kątów pędów. Mają działki kielicha o owalnym lub eliptycznym kształcie i dorastające do 1–2 mm długości. Płatki są owalne i mają pomarańczową barwę oraz 4 mm długości.
OwocPestkowce mierzące 4 mm średnicy, o kulistym kształcie.

## Biologia i ekologia
Rośnie w lasach, zaroślach oraz terenach bagnistych. Występuje na wysokości od 200 do 1500 m n.p.m.